# Натпис требињског жупана Грда
Натпис требињског жупана Грда је споменик српске писмености из ХI–XII века.
То је натпис на надгробном споменику жупана Грда, један од два драгоцена стара српска надгробна натписа сачуваних у остацима цркве у селу Полицама код Требиња, подигнутој на гробљу. Други сачувани натпис је на гробу српског жупана Прибилша из доба „благоверног краља Владислава“". 
Натпис је припадао жупану Требиња Грду (Грдеши), који је живео у 12. веку (умро око 1180). Био је један од војсковођа великог жупана рашког Уроша II у борби са Византијом. У збирци Музеја Херцеговине у Требињу чува се и његова мамуза (тзв. Мамуза требињског жупана Грда).
Према натпису на плочи, он је умро у доба великог кнеза Михајла, кога историчари идентификују са последњим зетским владаром из династије Војислављевића, чију владавину је, око 1186. године, окончао Стефан Немања (1166/1168—1196). Плоча представља најстарији пронађени стећак, а данас се чува у требињском Музеју Херцеговине. Настао је око 1150, а клесар натписа је био извесни Браје.
На натпису не стоји датум и година, али се наводи да је жупана Грда из времена „велијега кнеза Михаила“, што указује на период  ХI–XII века. Споменик је узидан до олтара, северном страном сачувао се цео. 
Грдов натпис има палеографских и језичких особина које се не налазе ни у једном другом Босанско-херцеговачком натпису, и које га временом издвајају од осталих и стављају га, од до сад познатих на прво место. 
Тип слова у овом натпису, више него и у једном другом Босанско-херцеговачком резаном писму, одговара стилу слова у књигама. Слова нису деформисана. Према свему овоме натпис не може бити млађи од ХII века. 